# Алина Бронски
Алина Бронски — литературный псевдоним немецкой писательницы, родившейся в России и проживающей сейчас в Германии. Ряд её произведений получили признание критики и опубликованы более чем в 15 странах, включая США. Писательница категорически отказывается называть свое настоящее имя, оберегая, как она всегда подчеркивает, свою личную жизнь.

## Биография
Алина Бронски приехала вместе с семьей в Германию в 12-летнем возрасте, окончила школу, изучала медицину в одном из немецких университетов, потом бросила учёбу ради занятия журналистикой.
Литературной деятельностью занялась очень рано, уже в школе сочиняла романы.
Хотя она пишет по-немецки, в семье с детьми и с самыми близкими людьми разговаривает только на русском языке.
Была замужем. Её муж и отец её троих детей погиб в 2012 году в Альпах. Проживает в Берлине. Её партнёр - актёр Ульрих Нётен, с которым она имеет общую дочь.

## Основные произведения
- Роман «Scherbenpark» («Парк осколков») (2008)[2]
- Роман «Die schärfsten Gerichte der tatarischen Küche» («Самые острые блюда татарской кухни»)(2010)
- Роман («Татарский матриархат кончается в Германии») (2010)[3]
- Роман «Spiegelkind» («Дитя зеркала») (2013)
- Роман «Baba Dunjas letzte Liebe» («Последняя любовь бабы Дуни») (2015)

## Литературные премии и номинации
- Longlist German Book Award 2010: Острые блюда татарской кухни[4]
- Longlist German Book Award 2015: Последняя любовь бабы Дуни[5]
- Nominated for the German Children’s Literature Award in 2009 (Category: Youth literature)[6]
- Nominated for the Aspekte-Literaturpreis in 2009[7]
- Broken Glass Park was nominated for the Ingeborg Bachmann Preis 2008 and an excerpt was read at the actual Wettbewerb um den Literaturpreis im Rahmen der Tage der deutschsprachigen Literatur[8]